# 桜谷村 (富山県)
桜谷村（さくらだにむら）は、かつて富山県婦負郡にあった村。

## 沿革
- 1889年（明治22年）4月1日 - 町村制の施行により、婦負郡駒見村、田刈屋村、牛島村、四ツ屋村、石坂村、石坂新村、安養坊村、五艘村、愛宕村の区域の一部及び畑中村の区域の一部をもって、婦負郡桜谷村が発足する。愛宕、畑中の2ヶ村は富山市への編入が予定されていたが、諸問題を抱えていたため、接続する人家の部分のみ富山市に編入され、残余が桜谷村となった[1]。
- 1909年（明治42年）4月1日 - 大字牛島の区域の一部、大字畑中の区域の一部及び大字愛宕の区域の一部の区域をもって、富山市に編入する。
- 1917年（大正6年）4月1日 - 区域の一部を富山市に編入する。
- 1919年（大正8年）11月8日 - 富山県が達第192号を以て桜谷全村の編入並びに同村の財産処分について市会に諮問したので、市会はこれに対し同年11月17日、交通水防は勿論、その他全ての点について富山市と利害を共にする地形上、当然富山市に編入されるものであることを答申した[2]。
- 1920年（大正9年）
  - 2月20日 - 富山県告示第50号を以て、桜谷村を廃止し、その地域を富山市に編入、かつ、この処分に伴う同村の財産を富山市に引き継ぎ、同年4月1日からこれを実施することを決定する[2]。
  - 4月1日 - 富山市に編入する。